# Satish Chandra Pandeya
Dr. Prof. Satish Chandra Pandeya ( 1929 - 2007) fue un botánico, ecólogo, agrostólogo, y profesor indio, que desarrolló actividades académicas en el Departamento de Botánica, de la Universidad de Saugar.

## Algunas publicaciones
- 1983. Biometeorology 9: proceedings of the International Conference on Biometeorology, held at Vigyan Bhavan, New Delhi, India, December 26-30, 1983. Editores Satish Chandra Pāṇḍeya, Helmut Lieth, W. Selvamurthy & Organising Committee of ICB

### Libros
- satish chandra Pāṇḍeya, helmut Lieth. 1993. Ecology of Cenchrus grass complex: environmental conditions and population differences in western India. Volumen 23 de Tasks for vegetation science. Edición ilustrada de Kluwer Academic, 234 pp. ISBN 0-7923-0768-2

- -----------------------------. 1989. Perspectives in ecology. Editores Jamuna Sharan Singh, Brij Gopal & Jagmander Book Agency, 510 pp.

- -----------------------------. 1988. Status of the Indian rangelands: presidential address, Third International Rangeland Congress, November 7-11, 1988, New Delhi, India. Editor The Congress, 213 pp.

- -----------------------------. 1977. The environment & Cenchrus grazing lands in western India: an ecological assessment : final report of the research project on Genecology and autecology of anjan grass (Cenchrus ciliaris) complex in western India. Editor Dept. of Biosciences, Saurashtra University, 451 pp.

- -----------------------------, gopal singh Puri, jamuna sharan Singh. 1968. Research methods in plant ecology. Editor Asia Pub. House, 272 pp.

- . 1968. Studies The Correct name for Euphorbia microphylla and a new variety

Taxon ; 17. 547 pp.
- . 1989. Flora of Bilaspur District, Madhya Pradesh. Volumen 1. Ed. Botanical Survey of India. 510 pp.

## Honores
Miembro
- 1981: Indian National Science Academy[1]

- La abreviatura «Pandeya» se emplea para indicar a Satish Chandra Pandeya como autoridad en la descripción y clasificación científica de los vegetales.[2]